# Dĩ Am Thâm Tịnh
Dĩ Am Thâm Tịnh (zh. 已庵深凈) là Thiền sư Trung Quốc đời Tống, thuộc tông Vân Môn (đời thứ 11). Sư nối pháp Thiền sư Trung Trúc Nguyên Diệu, kể từ sau đời của Sư thì pháp hệ của tông Vân Môn dừng truyền thụ và hoàn toàn chấm dứt do Sư không tìm thấy bất kỳ ai phù hợp để truyền pháp.

## Cơ duyên và hành trạng
Sư quê ở Ôn Châu, Chiết Giang. Không rõ sư sinh năm nào, theo Ngũ Đăng Hội Nguyên chép thì sư sống vào đời Nam Tống.
Sau khi đại ngộ và được Thiền sư Si Thiền Nguyên Diệu (Trung Trúc Nguyên Diệu) ấn khả, sư đến nhận chức trụ trì tại chùa Quang Hiếu ở Ôn Châu.
Sư thượng đường, nói:
"Rồng sinh rồng, phụng sinh phụng. Con chuột nọ nuôi con trên nóc nhà ở ngoài đường. Tổ Đạt Ma chẳng rõ thiền, đến Lương qua Ngụy nhiều chỗ ồn náo." (龍生龍, 鳳生鳳, 老鼠養兒沿街棟, 達磨大師不會禪, 歷魏遊梁乾打閧)
Hôm khác sư dạy chúng:
"Gió hiu hiu, lá rơi rơi, mây giăng giăng, nước mênh mông, bên sông đứng nhìn ai mà thuyết, ngoài trời ba con chim Hồng bay thành hai hàng." (風蕭蕭, 葉飄飄, 雲片片, 水茫茫, 江干獨立向誰說, 天外飛鴻三兩行)
Đương thời, sư mỗi khi đàm đạo với đồng đạo là Thiền sư Linh Ẩn Uẩn Trung (zh. 靈隱蘊衷, thuộc tông Vân Môn) thường than rằng thời mạt pháp tìm khắp nơi khó thấy được một người thực ngộ yếu chỉ, lại cũng không có đệ tử xuất gia nào khế hợp nên sư không truyền pháp tông Vân Môn cho bất kỳ ai nối tiếp nữa. Kể từ đó, truyền thừa của tông Vân Môn hoàn toàn chấm dứt.
Không rõ sư tịch ở đâu, khi nào. Sư có để lại tác phẩm là Dĩ Am Thâm Tịnh Hòa Thượng Ngữ Yếu và sách này được thu vào quyển 2 của bộ Tục Cổ Tôn Túc Ngữ Yếu.